# Błażowa (gmina)
Błażowa [bwaˈʐɔva] (Bluzhov) est une commune urbaine-rurale de la Voïvodie des Basses-Carpates et du Powiat de Rzeszów. Elle s'étend sur 112,7 km² et comptait 10 638 habitants en 2004.